# Omer Šipraga
Omer Šipraga (Šiprage, *7 de gener de 1926 — † 7 d'abril de 2012) fou partisà, al costat del seu germà Mustafa, un dels primers revolucionaris locals de la Segona Guerra Mundial. Mustafa va ser mort a la batalla de Kotor-Varoš el 1943 (va rebre de manera pòstuma la medalla anomenada 1941).
Omer Šipraga, anomenat Cap ("Poglavica"), va néixer el 1926 en la família aristocràtica de Mujo Šipraga, descendent directe d'un dels fundadors de l'assentament local, avui municipi de Šiprage. Criat en una família liberal, de jove es va comprometre amb la resistència a la violència de la gendarmeria del Regne de Iugoslàvia i contra l'annexió de Bòsnia i Hercegovina a l'Estat independent de Croàcia.
Immediatament després de la formació de la primera unitat local de partisans, anomenada "Tropa de Djevojačka ravan", també coneguda com a "Tropa d'Imljani" i "Tropa de Šiprage"; encara que era menor d'edat es va unir a les seves files i va mostrar un coratge notable. Això el predisposà a una orientació ideològica i es va adherir a la Lliga de les Joventuts Comunistes de Iugoslàvia (LJCI). Primerament va assistir a un curs per a joves sollicitants i el 1942 va ser elegit secretari de la LJCI al municipi de Šiprage.
| « | “Aquest treball va influir en la resposta massiva dels joves per a unir-se a les files de les brigades proletàries i a les tropes de partisans de nova creació. Aleshores es van renovar els treballs de la LJCI i el moviment d'alliberament popular de Bòsnia i Hercegovina. Les activitats de la LJCI es van ampliar i es van fer massives. A Šiprage, el secretari va ser Omer Šipraga, a Skender-Vakuf, Jovanka Crnomarković, i a Maslovare, Nevenka Petrić. En l'alliberada Kotor-Varoš, es va establir l'organització de la LJCI, de la qual el secretari era Advan Hozić i els membres Arfan Hozić, Mustafa Karaselimović, Teufik Korić-Tufko, Drago Luburić i Vlasta Tvrz". | » |

Probablement Omer Šipraga va ser el secretari de la LJCI més jove o dels més joves (només tenia 16 anys) a la Iugoslàvia d'aquella època.
No se sap si els descendents de la segona branca de la familia Šipraga van arribar al poble de Delići, a la regió de Vitovlja, de manera forçada o voluntàriament. No obstant, se sap que després de la guerra a Bòsnia es van instal·lar a la nova població de Vitovlje.